# HockeyAllsvenskan
HockeyAllsvenskan je druhou nejvyšší ligou ledního hokeje ve Švédsku. Před sezónou 2004/05 byla liga nazývána Allsvenskan a SuperAllsvenskan. Od sezóny 2009/10 má liga 14 členských týmů.

## Předchůdci ligy nazývané Allsvenskan
Mezi sezónami 1948/49 a 1974/75 bylo slovo Allsvenskan polooficiálním názvem nejvyšší švédské ligy s oficiálním názvem Division 1 norra (sever) a södra (jih), ve které hrálo do sezóny 1955/56 6 týmů a 8 týmů mezi sezónami 1956/57 až 1973/74. V sezóně 1974/75 byly obě části spojeny a liga byla nově nazývána Division 1 a hrálo ji 16 týmů. V následující sezóně 1975/76 byla liga přejmenována na Elitserien a ta je nejvyšší švédskou ligou dodnes.
Druhá nejvyšší liga ve Švédsku byla nazývána Division 2 a vznikla sezónou 1941/42 a počínaje sezónou 1957/58 byla rozdělena do osmi skupin. Vítězové těchto skupin hráli ve dvou kvalifikačních soutěžích (v severní a jižní) a z každé z nich postoupily do Elitserien dva týmy. Počínaje sezónou 1974/75 byl počet skupin zredukován na šest. Členy každé kvalifikační soutěže byli tři vítězové skupin a devátý a desátý tým v celkovém hodnocení Allsvenskan.
Když v sezóně 1975/76 začala Elitserien fungovat s deseti týmy, tak druhá nejvyšší liga začala fungovat pod názvem Division 1 ve čtyřech skupinách. Během několika let se v každé z nich usadilo deset klubů. Až do sezóny 1981/82 byla Division 1 hrána po celou sezónu, po které následovalo playoff a Kvalserien, což byla kvalifikace o účast v následující sezóně Elitserien.
V sezóně 1982/83 byl název Allsvenskan použit pro ligu, která začínala po zimní přestávce a byly do ní přijaty dva nejlepší týmy z každé skupiny Division 1. Nejlepší dva týmy Allsvenskan hrály kvalifikaci na 3 vítězná utkání o účast v Elitserien. Týmy na 3.–6. místě pokračovaly v playoff a následně hrály v Kvalserien o druhé postupové místo do Elitserien.
Před sezónou 1987/88 byla Elitserien rozšířena z deseti na dvanáct týmů. Na konci sezóny sestoupily dva nejhorší týmy do ligy Allsvenskan, kde hrály s osmi nejlepšími týmy ligy Division 1. V Allsvenskan hrály nadále dva nejlepší týmy o přímý postup do Elitserien. Týmy na 3.–8. místě hrály playoff o účast v Kvalserien.
Od sezóny 1996/97 změnila Elitserien svá pravidla a hrálo v ní 12 týmů po celou sezónu. Allsvenskan začala být hrána nejlepšími osmi týmy v Division 1 a od finálové kvalifikační série na 3 vítězná utkání bylo upuštěno. Od té doby postupovaly do Kvalserien přímo dva nejlepší týmy Allsvenskan. Týmy, které skončily na 3.–6. místě hrály playoff o další dvě místa v Kvalserien.
V sezóně 2000/01 byla Allsvenskan představena jako nová liga (druhá nejvyšší ve Švédsku), a zatímco předtím pouze po Vánocích navazovala na ligu Division 1, tak od té doby byla hrána po celou sezónu jako samostatná liga. Liga byla rozdělena na Allsvenskan Norra (sever) a Allsvenskan Södra (jih) a v každé ze skupin hrálo 12 týmů. Další část Allsvenskan hrálo 8 týmů (4 z každé skupiny) a tato část byla nazývána SuperAllsvenskan.
Počínaje sezónou 2005/06 se počet týmu snížil z 2×12 na 16 a tím se zrodila nynější liga HockeyAllsvenskan. V sezóně 2009/10 byla liga zeštíhlena na 14 týmů.

## Současná HockeyAllsvenskan
Liga je hrána dvoukolově. Během jedné sezóny spolu všechny týmy hrají 4krát. Po základní části hrají 4 nejúspěšnější týmy HockeyAllsvenskan s dvěma nejhoršími týmy Elitserien tak zvanou Kvalserien, což je kvalifikace o účast v dalším ročníku Elitserien, do které postoupí 2 nejlepší týmy Kvalserien a zbylé 4 týmy se v následující sezóně účastní HockeyAllsvenskan. Tři nejlepší týmy základní části HockeyAllsvenskan se Kvalserien účastní přímo a týmy, které se umístí na 4.–7. místě hrají playoff o poslední 4. místo v Kvalserien. Od sezóny 2010/11 se playoff o místo v Kvalserien přestalo hrát a hraje se způsobem každý s každým doma–venku. Poslední dva týmy HockeyAllsvenskan musejí hrát s nejlepšími 4 týmy z nižší ligy Division 1 skupinu o záchranu. Před sezónou 2009/10 klesl počet týmů v lize ze 16 na 14. Kvůli tomu poslední tým sezóny 2008/09 přímo sestoupil a 14.–15. tým spolu hrály o záchranu.

## Televize
Počínaje sezónou 2009/10 převzala práva na vysílání společnost Viasat Hockey od TV4 Sport. Některé zápasy jsou také vysílány na stanici Viasat TV10 a S24.se vysílá zápasy on-line.